# Edward Charles Stirling
Sir Edward Charles Stirling (Strathalbyn, 8 settembre 1848 – Mount Lofty, 20 marzo 1919) è stato un antropologo britannico.
Fu il primo professore di fisiologia all'Università di Adelaide.

## Biografia

### La famiglia
Stirling nacque a "The Lodge" Strathalbyn, nell'Australia Meridionale, figlio maggiore dell'on. Edward Stirling e sua moglie Harriett, nata Taylor. Suo padre era il figlio illegittimo di un piantatore scozzese in Giamaica e di una donna di colore di identità non nota. Edward Senior emigrò nell'Australia Meridionale dopo aver ricevuto £ 1000 da suo padre, Archibald, che possedeva schiavi in Giamaica.
Stirling studiò al St Peter's College di Adelaide e al Trinity College di Cambridge, dove si è laureato (B.A.) con lode in scienze naturali nel 1869, M.A. e M.B. nel 1872 e M.D. nel 1880. Stirling fu ammesso alla Fellowship del Royal College of Surgeons (FRCS) nel 1874.

### Carriera
Stirling fu nominato chirurgo al St George's Hospital di Londra e all'inizio del 1878 divenne assistente chirurgo e docente di fisiologia e chirurgia operatoria. Stirling tornò nell'Australia Meridionale nel 1875 e il 27 giugno 1877 sposò Jane, la figlia maggiore di Joseph Gilbert, e portò la sua nuova moglie a Londra per cure mediche. La loro figlia Jane Harriet nacque a Londra nell'aprile del 1878. Stirling tornò definitivamente ad Adelaide nel 1881 e l'anno successivo fu nominato docente di fisiologia all'Università di Adelaide dove contribuì a fondare la scuola di medicina.
Nel 1884 Stirling fu eletto all'Assemblea legislativa dell'Australia meridionale per il distretto elettorale di North Adelaide e sedette per tre anni nell'assemblea. Lì si dimostrò un innovatore e oratore in difesa dei diritti delle donne, diventando la prima persona in Australasia a presentare un disegno di legge per il suffragio femminile. Stirling in quel periodo aveva già quattro figlie e voleva che crescessero in una società più giusta. Nel 1886 introdusse un disegno di legge per il suffragio femminile nel parlamento dell'Australia meridionale. Sebbene questo disegno di legge non fu approvato, alcuni anni dopo l'Australia meridionale fu la prima delle colonie australiane a dare il voto alle donne.
Non solo Stirling si impegnava per i diritti politici delle donne, ma credeva anche nel loro diritto a un'istruzione adeguata. Tenne conferenze alla Advanced School for Girls e fece una campagna per l'ammissione delle donne alla School of Medicine dell'Università di Adelaide. Le sue cinque figlie godettero di un'istruzione eccellente e Harriet (1878–1943) arrivò a ricevere l'onorificenza dell'Ordine dell'Impero Britannico per il suo lavoro con madri e bambini, e Jane (1881–1966) conseguì una laurea in scienze presso l'Università di Adelaide e in seguito suonò la viola nella South Australian Orchestra.
Edward Charles Stirling fu nominato primo presidente del State Children's Council ("Consiglio statale dei bambini") dalla sua fondatrice Catherine Helen Spence. In seguito fu presidente anche la figlia maggiore Harriet, che fondò anche la Mothers and Babies Health Association con Helen Mayo.
Stirling aveva anche altri interessi e incarichi. Fu presidente del comitato del South Australian Museum nel 1884–5 e nel 1889 divenne direttore onorario del museo. Nel 1890 si recò via terra con il governatore del South Australia, Lord Kintore, da Port Darwin ad Adelaide e raccolse molta flora e fauna, inclusi diversi esemplari di Notoryctes typhlops, descritta e illustrata nel suo articolo in Transactions and Proceedings of the Royal Society of Southern Australia, 1891, p. 154. Nel 1893 indagò presso il lago Callabonna su un notevole giacimento di ossa fossili, e con A.H.C. Zietz ricostruì lo scheletro completo dell'enorme marsupiale Diprotodon australis e ricostruì in parte un grande vombato e un uccello simile al moa neozelandese. Sempre nel 1893 Stirling e Zietz descrissero cinque nuove specie di lucertole australiane. Fu anche responsabile della raccolta di resti umani di indigeni australiani, alcuni dei quali furono spediti a istituzioni estere. Nel XXI secolo, il Museo ha iniziato a perseguire un'attiva politica di rimpatrio e sepoltura di questi resti.
Nel 1894 Stirling era l'ufficiale medico e l'antropologo della spedizione scientifica Horn nell'Australia centrale e scrisse l'ampio rapporto antropologico che appare nel quarto volume del rapporto sulla spedizione. Fu nominato direttore del museo di Adelaide nel 1895 e vi costruì una notevole collezione che includeva inestimabili esemplari relativi alla vita aborigena in Australia. Nel 1900 divenne professore di fisiologia all'università di Adelaide e per molti anni continuò a svolgere un ruolo di primo piano nelle attività universitarie. Si ritirò dalla direzione del museo alla fine del 1912, ma nel 1914 fu nominato curatore onorario di etnologia. Aveva annunciato la sua intenzione di ritirarsi dall'università alla fine dell'anno ma morì dopo una breve malattia il 20 marzo 1919.
Stirling fu sepolto nel cimitero di North Road, dove la sua tomba si trova ora vicino a quella di molti altri membri della famiglia. Gli sopravvissero sua moglie e cinque figlie (due figli lo precedettero).

## Vita privata
Nel 1882, E. C. Stirling si stabilì vicino alla città di Stirling, sulle colline di Adelaide, che aveva preso il nome da suo padre. Ha chiamato la sua proprietà di 6½ acri St Vigeans, in onore della città scozzese dove suo padre era andato a scuola. Una bella casa a due piani fu costruita nel 1882-83 e, nei decenni successivi, lo stesso Stirling supervisionò la creazione di uno dei più bei giardini botanici privati dell'Australia che includeva alberi e arbusti anche provenienti dall'estero. Come membro della Royal Horticultural Society di Londra ha avuto accesso a molte specie di piante. Una delle caratteristiche principali dei suoi giardini erano i primi rododendri dell'Australia meridionale, uno dei quali si chiamava Mrs E C Stirling, e diverse nuove varietà furono sviluppate da Edward e dal suo capo giardiniere.